# Datorhall

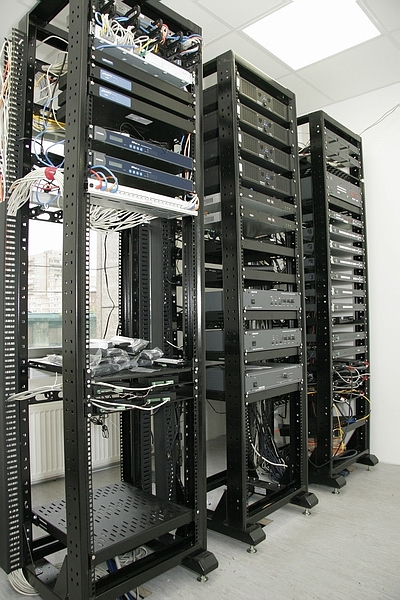
Serverstativ i datorhall.

Datorhall, datacenter eller serverhall är en lokal eller ett utrymme avsett att inrymma serverdatorer och deras kringutrustning som nätverk, avbrottsfri kraftförsörjning, kylning, automatisk brandsläckning, etc. Dessa fungerar normalt utan mänsklig närvaro.

## Historia
Datorhallar började byggas för stordatorer i datorteknikens barndom. I takt med att stordatorer och minidatorer blev omoderna började man i stället använda datorhallar för moderna datorer. Man kunde därmed dra fördel av den infrastruktur som redan fanns på plats i form av nätverk, strömförsörjning och kylning.

## Design

### Elkraft
En välfylld datorhall slukar stora mängder energi i form av elkraft. I många fall åtskilliga kilowatt per kvadratmeter. Även kringutrustning som kylaggregat drar stora mängder el. Stora datorhallar har därför egna ställverk för att förse datorhallarna med elkraft. Eftersom ett plötsligt strömavbrott kan ställa till med stora problem har datorhallar nästan alltid någon form av avbrottsfri kraftförsörjning, ofta kombinerad med någon form av reservkraftverk. Under de minuter det tar för ett reservkraftverk att starta tas elkraften från en batteribank.
Från ställverket distribueras elkraften ut till datorerna i datorhallen på kabelstegar i taket eller under golvet.

### Kylning
All elkraft som datorerna i en datorhall förbrukar omvandlas efter hand till värme som måste transporteras bort. Detta görs oftast genom att den uppvärmda luften från datorerna leds genom en värmeväxlare eller värmepump där den kyls ner och sedan återcirkuleras till datorhallen. För mindre datorhallar räcker det att kyla med utomhusluft, men större anläggningar kräver fjärrkyla. Ofta används flera kylaggregat med en viss överkapacitet så att temperaturen kan hållas konstant även om ett aggregat går sönder. Om kylan skulle sluta fungera helt kommer temperaturen att stiga mycket snabbt. Ofta en °C eller mer per minut.
Den optimala driftsmiljön brukar vara 16–24 °C och med 40–55% luftfuktighet. För hög temperatur leder till att komponenter överhettas och går sönder. För låg temperatur eller för hög luftfuktighet leder till kondens och kortslutningar. För låg luftfuktighet leder till att statisk elektricitet byggs upp som kan skada datorutrustningen. Därför är kylaggregat ofta utrustade med vattenkokare för att även kunna reglera luftfuktigheten. Avfuktning sker automatiskt genom att luftfuktigheten kondenseras i kylaggregatet när luften kyls ner.

### Golv
Golvet i en datorhall är ofta ett så kallat installationsgolv där varje golvplatta kan lyftas upp med sugkopp för att ge åtkomst till kabelstegar och dylikt under golvet. Golvplattorna är vanligen 2×2 fot (USA) eller 60×60 cm (Europa) och kan vara försedda med kabelgenomföringar och/eller ventilationshål. Det är vanligt att den kylda, återcirkulerade luften från kylaggregaten pumpas in under golvet och tillåts strömma upp på de platser där den gör bäst nytta.

### Brandsläckning
I datorhallar används nästan alltid inert gas som brandsläckningsmedel för att inte skada datorutrustningen. Halonsläckare är inte längre tillåtna och de vanligaste släckgaserna är Argonite (50% argon och 50% kvävgas) eller Inergen (52% kvävgas, 40% argon och 8% koldioxid). Fördelen med argon är att det är tyngre än luft och därför sjunker ner till golvet där den effektivare kan kväva elden. En person med normal lungkapacitet kan vistas i ett rum fyllt med släckgas eftersom syrenivån fortfarande är 10–12%.

## Bilder

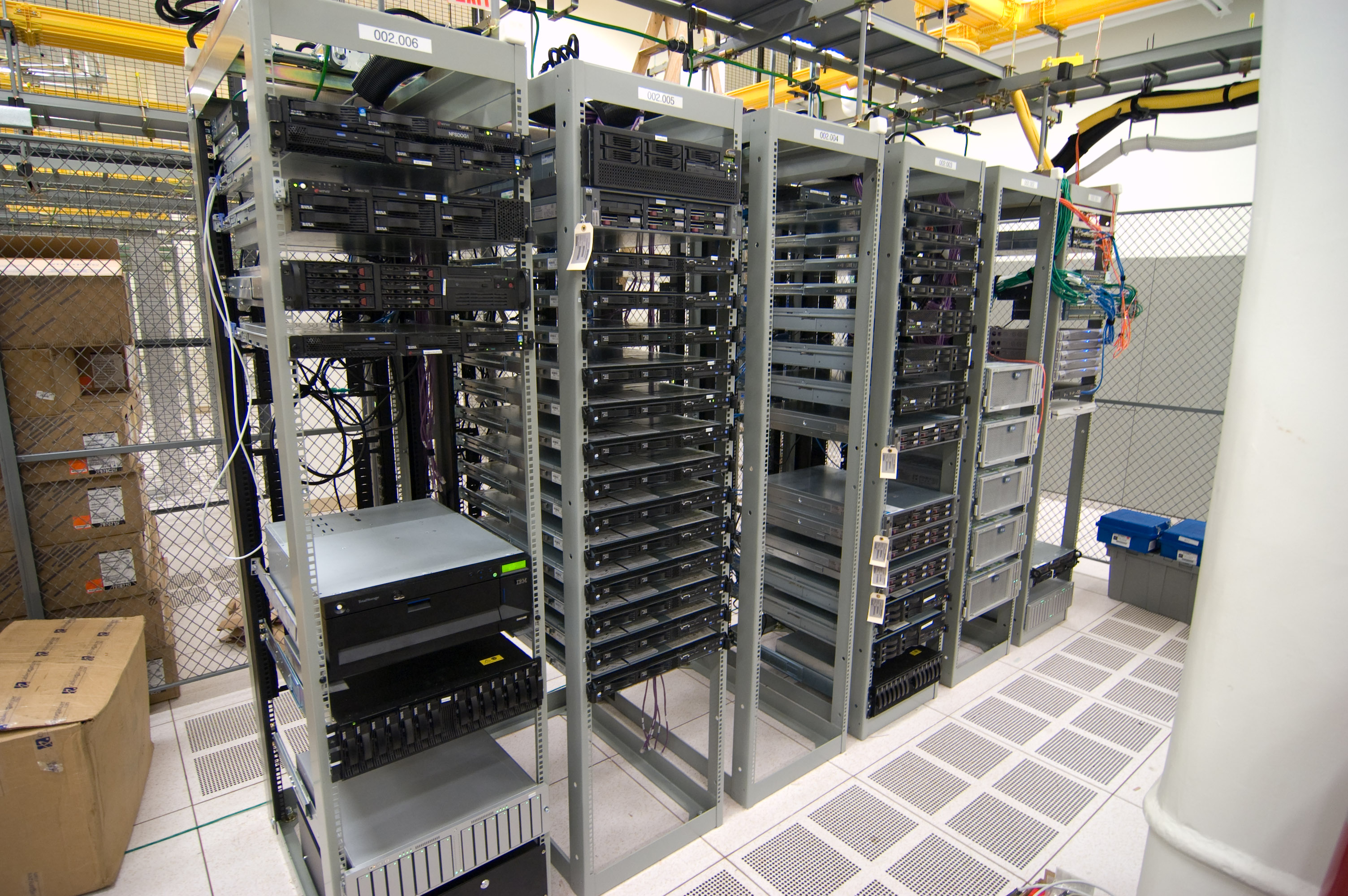
Sex stativ (19-tums rack) i en datorhall. I taket syns kabelstegar och golvplattorna framför stativen har ventilationshål för kylluft.
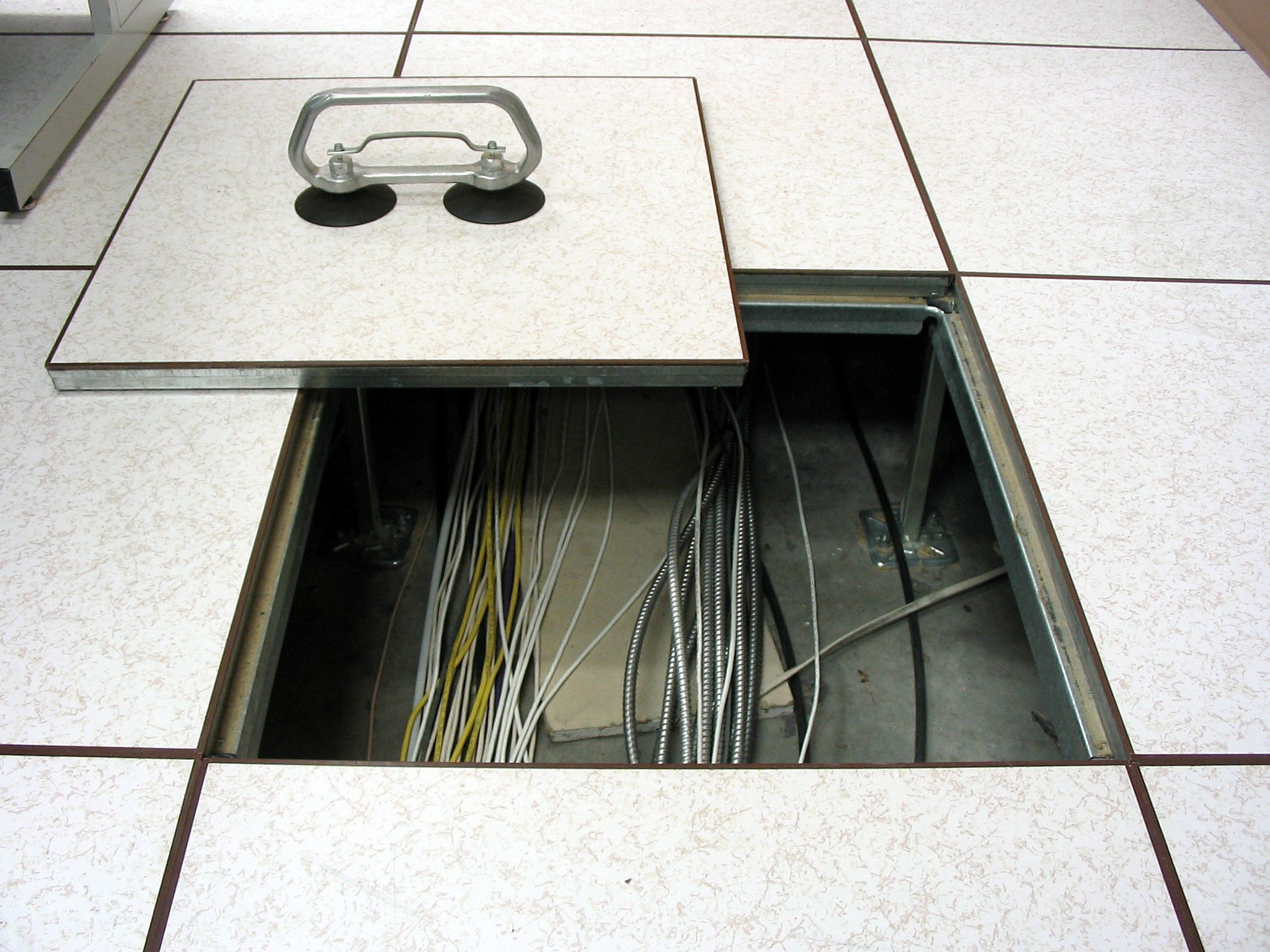
En golvplatta i ett installationsgolv har lyfts bort för att visa kablarna under. Golvet vilar på stöttor i hörnen mellan varje platta och stadgas upp av reglar längst kanterna.
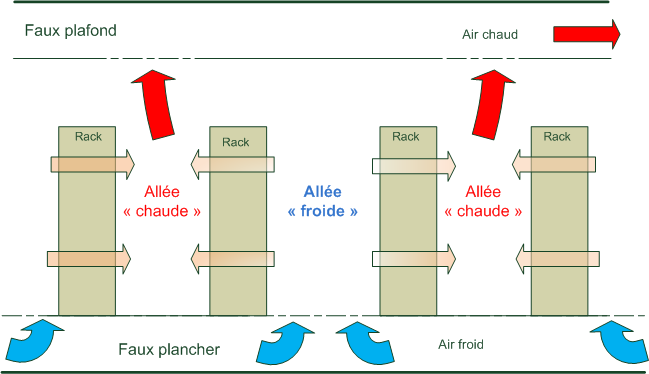
Principskiss som visar luftflödet genom en datorhall.
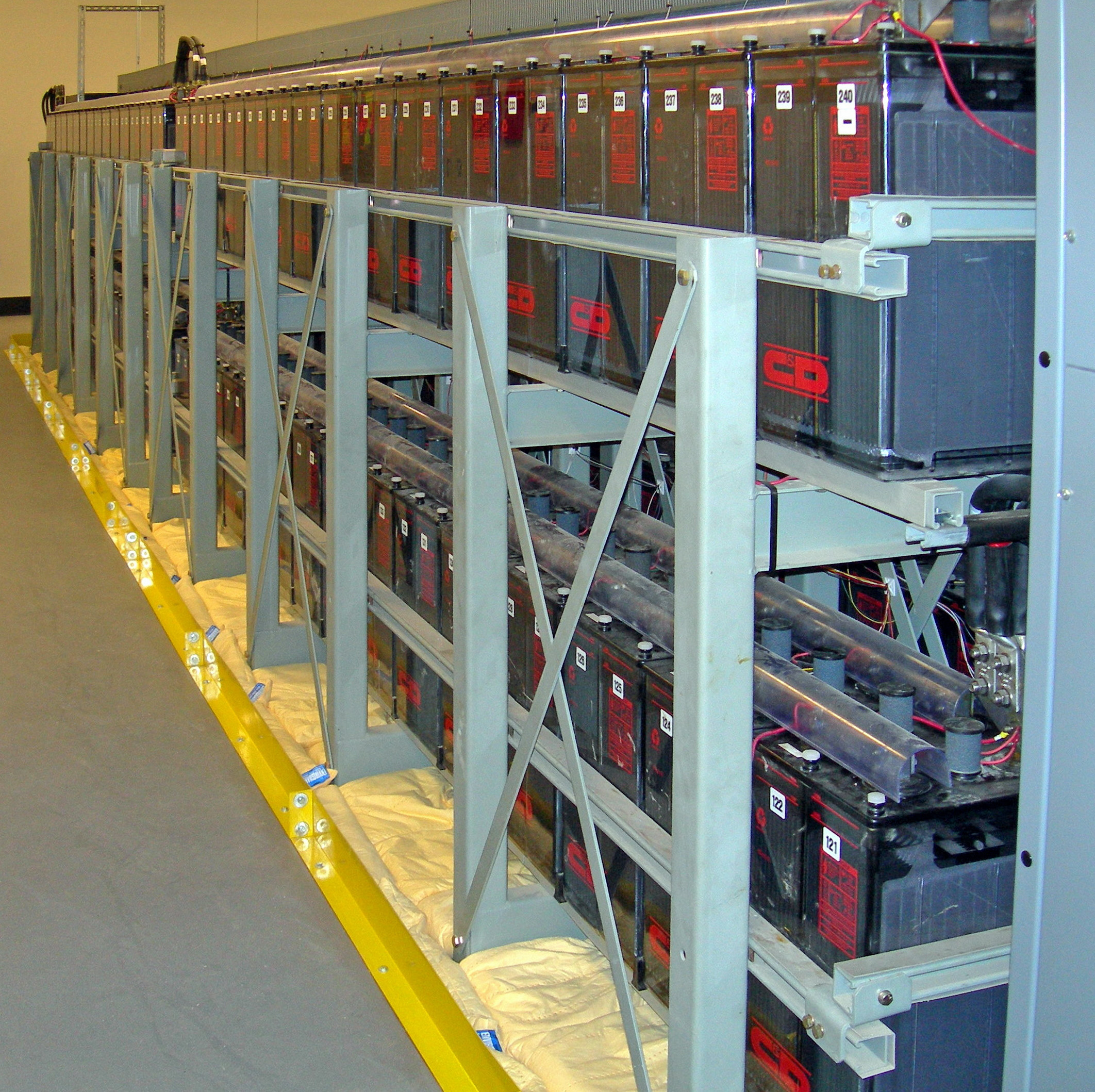
En batteribank förser datorhallen med elkraft i händelse av strömavbrott.
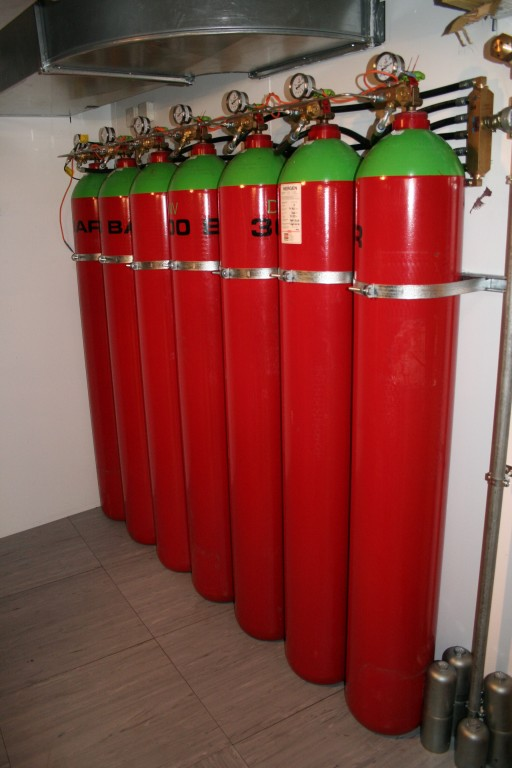
Sju gasflaskor med argon anslutna till ett brandsläckningssystem. Den gröna färgen på toppen är en markering för inert gas.